# لرناهوویت، گغارکونیک
لرناهوویت (به ارمنی: Լեռնահովիտ) یک روستا در ارمنستان است که در استان گغارکونیک واقع شده‌است.  در  کیلومتری شمال گاوار، مرکز استان گغارکونیک واقع شده است.

## خصوصیات
لرناهوویت ۲۹۸ نفر جمعیت دارد و در ارتفاع  متر بالاتر از سطح دریا قرار گرفته است.